# Кашеваров, Александр Филиппович
Александр Филиппович Кашеваров (1809—1870) — российский военный моряк, генерал-майор Морского ведомства; гидрограф и путешественник. Известен своими исследованиями северо-западной части Северной Америки.

## Биография
Был сыном крепостного, ставшего в Русской Америке учителем и женившемся на алеутке. Мать его была алеутка (по другим данным — креолка). Родился в Павловской Гавани на острове Кадьяк 28 декабря 1809 (9 января 1810) года. До 12 лет жил в Новоархангельске (Ситка), столице Русской Америки. Затем был привезён в Санкт-Петербург. Начал учиться в частном пансионе, затем был принят в Кронштадтское штурманское училище при покровительстве одного из руководителей Русско-американской компании — купца Ивана Васильевича Прокофьева. В 1828 году Кашеваров отправился в кругосветное плавание на корабле «Елена». Им были отмечены на карте и описаны несколько островов в Маршалльском архипелаге. По окончании плавания в 1830 году был произведён в прапорщики Корпуса флотских штурманов.
В 1831 году на военном корабле «Америка» вернулся в Новоархангельск — на службу в Российско-Американской компании. В 1833 году женился на Серафиме Соколовой, дочери местного священника. В 1838 году был назначен главой байдарочной гидрографической экспедиции, задачей которой было исследовать восточного побережье Чукотского моря от залива Коцебу до пункта, находящегося в 50 километрах к востоку от мыса Барроу. Кашеваров первым составил подробное описание участка побережья от 156° до 166° западной долготы.
В 1843 году оставил службу в компании и в 1845 году поступил на работу в Гидрографический департамент морского министерства, где служил до 1850 года и занимался составлением атласа вод, омывающих Восточную Сибирь и владения Российско-американской компании; с 1850 года по 1856 год служил командиром Аянского порта на Охотском море; 14 февраля 1854 года «за отлично-усердную и ревностную службу службу, начальством засвидетельствованную» был награждён орденом Св. Владимира 4-й степени с бантом. В конце июня 1855 года вражеская флотилия, во главе с пароходом-фрегатом «Барракуда», атаковала Аян, жители которого заблаговременно были эвакуированы.
С 1857 года по 1862 год вновь работал в Гидрографическом департаменте, в должности начальника чертёжной. В 1862 году первым составил «Атлас Восточного океана» с картами Охотского и Берингова морей. Напечатал несколько журнальных статей, в их числе «Заметки об эскимосах в Русской Америке» («Северная пчела». — 1846. — № 227, 228). Уже после смерти Кашеварова был издан его «Журнал, веденный при байдарочной экспедиции, назначенной для описи сев. берега Америки в 1838 году» (СПб., 1879 — приложение к 8-му тому «Известий Императорского русского географического общества»).
28 апреля 1865 года высочайшим приказом был произведён в генерал-майоры и уволен от службы.
Умер 25 сентября (7 октября) 1870 года; по другим данным, в 1866 году.

## Память
Имя Кашеварова Российско-Американская компания присвоила группе островов у северо-западного побережья Принца Уэльского и проливу, находящемуся там же.
Также в честь А. Ф. Кашеварова названа банка Кошеварова (название наносится на карты с искажением фамилии; Охотское море, банка была открыта в 1949—1954 гг. экспедицией на научно-исследовательском судне «Витязь», тогда же было присвоено название).